# Uruguay op de Olympische Zomerspelen 2016
Uruguay nam deel aan de Olympische Zomerspelen 2016 in Rio de Janeiro, Brazilië. Het land stuurde zeventien sporters in acht disciplines, een vermindering ten opzichte van vier jaar eerder. Zeilster Dolores Moreira droeg de Uruguayaanse vlag tijdens de openingsceremonie; Emiliano Lasa, die als hoogspringer het beste resultaat voor Uruguay neerzette door in de finale zesde te worden, droeg de nationale vlag bij de sluitingsceremonie.

## Deelnemers en resultaten
(m) = mannen, (v) = vrouwen 

### Atletiek
| Olympiër          | Discipline       | Resultaat    | Prestatie                                      |
| ----------------- | ---------------- | ------------ | ---------------------------------------------- |
| Andrés Silva      | 400 m horden (m) | halve finale | series: 49.21 (3e) halve finale: 49.75 (6e)    |
| Martín Cuestas    | marathon (m)     | 110e         | 2:28:10 (110e)                                 |
| Nicolás Cuestas   | marathon (m)     | 40e          | 2:17:44 (40e)                                  |
| Andrés Zamora     | marathon (m)     | 50e          | 2:18:36 (50e)                                  |
| Emiliano Lasa VS  | verspringen (m)  | 6e           | kwalificaties: 8,14 m (3e) finale: 8,10 m (6e) |
|                   |                  |              |                                                |
| Déborah Rodríguez | 800 m (v)        | series       | series: 2:01.86 (6e)                           |

### Gewichtheffen
| Olympiër       | Discipline | Resultaat | Prestatie                                                     |
| -------------- | ---------- | --------- | ------------------------------------------------------------- |
| Sofia Enocsson | –53 kg (v) | 12e       | trekken: 64 kg (13e) stoten: 82 kg (12e) totaal: 146 kg (12e) |

### Judo
| Olympiër         | Discipline  | Resultaat    | Prestatie                                         |
| ---------------- | ----------- | ------------ | ------------------------------------------------- |
| Pablo Aprahamian | –100 kg (m) | tweede ronde | tweede ronde verloor van Rafael Buzacarini: ippon |

### Paardensport
| Olympiër                | Discipline                   | Resultaat     | Prestatie |
| ----------------------- | ---------------------------- | ------------- | --- |
| Néstor Nielsen-van Hoff | springconcours (individueel) | kwalificaties | kwalificatieronde 1: 1 strafpunt (25e) kwalificatieronde 2: 9 strafpunten (44e) kwalificatieronde 3: 13 strafpunten (42e) |

### Roeien
| Olympiër          | Discipline | Resultaat | Prestatie                                                                                             |
| ----------------- | ---------- | --------- | --- |
| Jhonatan Esquivel | skiff (m)  | 18e       | series: 7:16.08 (3e) kwartfinale: 7:40.27 (5e) halve finale C/D: 7:22.98 (1e) C-finale: 7:13.65 (18e) |

### Tennis
| Olympiër     | Discipline    | Resultaat    | Prestatie |
| ------------ | ------------- | ------------ | --- |
| Pablo Cuevas | enkelspel (m) | tweede ronde | eerste ronde won van Nikoloz Basilasjvili (6–3, 68–7, 6–3) tweede ronde verloor van Thomaz Bellucci (2–6, 6–4, 3–6) |

### Zeilen
| Olympiër                     | Discipline       | Resultaat | Prestatie                |
| ---------------------------- | ---------------- | --------- | ------------------------ |
| Alejandro Foglia             | Finn (m)         | 19e       | totaal: 122 punten (19e) |
|                              |                  |           |                          |
| Dolores Moreira VO           | Laser Radial (v) | 25e       | totaal: 185 punten (25e) |
|                              |                  |           |                          |
| Pablo Defazio Mariana Foglia | Nacra 17 (g)     | 17e       | totaal: 142 punten (17e) |

### Zwemmen
| Olympiër         | Discipline           | Resultaat | Prestatie               |
| ---------------- | -------------------- | --------- | ----------------------- |
| Martín Melconian | 100 m schoolslag (m) | 39e       | series: 1:02.67 (39e)   |
|                  |                      |           |                         |
| Inés Remersaro   | 100 m rugslag (v)    | 34e       | series: 57.85 (34e, NR) |